# Carlos Rodrigues
Carlos Alberto Rodrigues Pinto (Rio de Janeiro, 4 de outubro de 1957), mais conhecido como Bispo Rodrigues, é um ex-bispo e ex-político brasileiro. Foi um dos maiores nomes da Igreja Universal do Reino de Deus, bem como do Partido Liberal do Rio de Janeiro durante o segundo governo de Fernando Henrique Cardoso. Filho do casal José Júlio Pinto e Lucília de Jesus Rodrigues.
Auxiliou, ainda jovem, o Bispo Edir Macedo a fundar a Igreja Universal do Reino de Deus. Implantou a Igreja nos Estados de Sergipe, Pernambuco, São Paulo, Espírito Santo e Rio Grande do Sul e nos seguintes países: Argentina, África do Sul, Moçambique, Angola, Portugal e Espanha. Participou da implantação da Rede Família de televisão. Fundou o jornal religioso Folha Universal e a Editora Gráfica Universal. Fundou a primeira rádio FM privada em Moçambique. Foi diretor das rádios Bahia, Record de São Paulo, Atalaia de Belo Horizonte, MG, e outras rádios ligadas à IURD. Tornou-se coordenador político nacional da Igreja Universal.
Comandando a área política na Universal, desde antes de ser deputado federal, em 1999. Escolhia os candidatos em todo o Brasil e dava o tom das campanhas; líder político da igreja, que em 2002 elegeu 54 deputados federais e estaduais. Figura muito influente na política nacional, elegeu-se Deputado Federal para a legislatura 1999-2003 pelo PFL. Rodrigues foi re-eleito deputado federal, em outubro de 2002. Em 12 de setembro de 2005, renunciou ao mandato de Deputado Federal, na legislatura 2003-2007, após se envolver com o mensalão. Rodrigues foi desligado da Universal em 2004 após comprovada má conduta pela liderança da instituição.

## Escândalos
Investigado em três dos maiores escândalos de corrupção do governo Luiz Inácio Lula da Silva: Caso Waldomiro Diniz (conhecido também como Escândalo dos Bingos'), Escândalo do mensalão e Máfia dos sanguessugas. Rodrigues, desde 2004, perdeu o cargo na igreja, o mandato e a esposa - "as coisas que mais apreciava", comenta. Atribui tudo isto à política que o fez perder de sua "santidade e alegria".
No dia 4 de maio de 2006, se apresentou à Polícia Federal (PF), depois ser acusado de se envolver o caso das vendas fraudulentas das ambulâncias deflagrado pela própria PF na Operação Sanguessuga. Em 24 de maio, o deputado entrou em recurso para responder em liberdade pela Justiça, o que é estendido aos 44 presos. Mas no dia seguinte em menos de 24 horas, a presidente do STJ, Ellen Gracie, revoga o alvará da soltura para todos os acusados e ele se rende no dia 25 de maio.
Atualmente ainda é réu na Justiça. Rodrigues não sabe se vai preso, mas afirmou ao repórter Raphael Gomide, da Folha de S. Paulo, que está "preparado para tudo" e disse que nos 32 dias de prisão que passou em Brasília e em Cuiabá (MT), em 2006, na Operação Sanguessuga, orou com Fernandinho Beira-Mar e batizou sob o chuveiro um assassino dos fiscais do trabalho em Unaí (MG). Na cadeia, viu "gente comer fezes", falando em suicídio, mas voltou "às origens", fazendo dois cultos diários e consolando presos.
Ainda na entrevista dada à Raphael Gomide, Rodrigues disse ter sido afastado da Universal porque "pecou contra o casamento", e que o caso Waldomiro foi um pretexto, pois aconteceu ao mesmo tempo. "Sempre amei a igreja. Amo-a, embora esteja afastado das coisas da igreja, que é santa e bem dirigida por homens puros. Errei. Saí porque errei, tenho de dar a mão à palmatória. Errei na minha vida pessoal, pequei contra o casamento."
Rodrigues passou a dirigir, em julho de 2009, a Rádio Nova (hoje Rádio Contemporânea), do grupo de comunicações ligado à igreja que ajudou a fundar, todavia sem recuperar sua posição religiosa. Em seis meses, conseguiu tirar a rádio da 13ª posição entre as AM, melhorando a qualidade do som e organizando a programação; hoje é a 7ª colocada, atrás de outra do grupo da Universal, a Rádio Copacabana, um salto de 1.500 ouvintes/hora para 8.000 ouvintes/hora. A programação mescla sucessos evangélicos atuais com os "clássicos" dos anos 70 e 80 - para conquistar o público de ouvintes caseiros, casados e com mais de 40 anos. Diferentemente de outras rádios ligadas à Universal, a Nova AM não privilegia músicos e CDs da Line Records, gravadora da Igreja. Rodrigues, fora do altar e da política, acredita estar "servindo a Cristo na rádio, com músicas que incentivam as pessoas". "Músicas que deprimem, não deixo. Muitas pessoas ligam para a rádio dizendo que queriam se matar, mas as músicas os animaram."

## Condenação
O Supremo Tribunal Federal (STF) definiu em 26 de novembro de 2012 a pena do ex-deputado do extinto PL (atual PR) Bispo Rodrigues, condenado no processo do mensalão por corrupção passiva e lavagem de dinheiro. A pena foi de 6 anos e 3 meses de prisão, mais multa de R$ 754 mil, o equivalente a 290 dias-multa.
No dia 05 de dezembro de 2013, o presidente do STF, ministro Joaquim Barbosa, mandou prender o Bispo Rodrigues por sua participação no mensalão, podendo continuar trabalhando.